# Mesene fenestrella
Mesene fenestrella är en fjärilsart som beskrevs av Bates 1868. Mesene fenestrella ingår i släktet Mesene och familjen Riodinidae. Inga underarter finns listade i Catalogue of Life.